# Texas Monthly
Texas Monthly est un magazine américain fondé en 1973 par Michael R. Levy, Gregory B. Curtis et William Broyles. Il est publié à Austin. Depuis 1998, il appartient au groupe de médias Emmis Communications.

## Histoire
Après avoir passé son enfance à Dallas, Michael R. Levy étudie à l'université de Pennsylvanie. Il vend des espaces publicitaires pour un magazine de Philadelphie. En 1973, avec Gregory B. Curtis et William Broyles, il fonde le magazine Texas Monthly.
La publication couvre en priorité l'actualité locale et devient emblématique de l'État du Texas,,. Elle est renommée pour ses enquêtes fouillés et sa pratique du long-form journalism. Durant les années 1990 et 2000, la circulation du titre s'élève à 300 000 exemplaires,.
Dow Jones and Company prend une participation minoritaire en 1987. En 1998, le groupe de médias Emmis Communications, qui possède des stations de radio et de télévision, ainsi que des magazines, achète Mediatex Communications Corporation, la société mère de Texas Monthly,.
En 2000, Evan Smith (en) succède à Gregory Curtis au poste d'éditeur. Il est nommé président en 2008. L'année suivante, il quitte le magazine et fonde The Texas Tribune.

## Récompenses
Durant ses vingt premières années d'activité, le magazine a été récompensé à sept reprises aux National Magazine Awards, un prix de journalisme décerné par l'American Society of Magazine Editors.